# ヘブライ人への手紙
『ヘブライ人への手紙』（ヘブライじんへのてがみ）は新約聖書中の一書で、新約聖書中もっとも文学的な書であるといわれる。その理由はギリシア語の流麗さにあり、アレクサンドリアのクレメンスも絶賛していたとエウセビオスが記している。オリゲネスは（当時使徒パウロの手紙とされていた）『ヘブライ人への手紙』（以下『ヘブライ書』）は他のパウロ書簡とはギリシア語の見事さにおいて際立った違いがあると分析している。著者は不詳であるが、ローマのクレメンスがコリント教会に宛てて書いたと言われる『クレメンスの手紙Ⅰ』（95～96年ごろ）に引用されているため、95年以前に成立したものと思われる。本書が『ヘブライ人への手紙』と呼ばれるのはテルトゥリアヌスが『デ・プディチティア』の中でそう呼んで以来のことである。

## 構成
本書には二つの異なる要素を持つ部分が相互に組み合わされている。
1. 神学・教義に関する部分
  - 1:11-14、2:5-18、5:1-14、6:13-9:28、13:18-25
2. 倫理・道徳に関する部分
  - 2:1-4、3:1-4:16、6:1-12、10:1-13:17

『ヘブライ書』は旧約聖書（七十人訳聖書）からの引用が多く、パウロの二書簡からも引用している。おそらく『ローマの信徒への手紙』と『ガラテヤの信徒への手紙』の一部、『レビ記』の解説書とエルサレム神殿での礼拝における手引き書が著者の手元にあったと考えられる。神殿での礼拝に言及していることからエルサレム神殿の崩壊（紀元70年）前に書かれたという説もあるが、広い支持は得られていない。

## 著者
『ヘブライ書』の著者については『ヘブライ書』の中には明記されていない。はっきりしているのは差出人不明の手紙であるということである。第11章では旧約聖書の登場人物多数に触れていることから、著者は旧約聖書に精通している人物であることがうかがえる。

### 使徒パウロではないかという説
使徒パウロではないかという説を初めとして、『ヘブライ書』の著者を巡る議論は古代以来続いてきた。かつて『ヘブライ書』をパウロ書簡の一つとする分類法も行われていた。

### 使徒パウロ以外ではないかという説
本文中には他のパウロ書簡のような著者に関する情報が何もない。『ヘブライ書』に見られる思想そのものはパウロに近いが、文体や用法などは明らかに違っている。序文もパウロ書簡のそれとは異なっている。特にポイントとなるのは著者が他者からキリストの教えを受け取ったと語っている部分である。パウロは『ガラテヤの信徒への手紙』の中で自分がイエス自身から福音を受けたことを強調する。
パウロ以外で著者とされるのは、パウロの協力者シラス、『クレメンスの第一の手紙』の著者とされる教皇クレメンス1世、福音記者ルカ、アレクサンドリアの無名のキリスト者などである。テルトゥリアヌスは『使徒言行録』に現れるバルナバが著者であるといっている。マルティン・ルターは同じく使徒書に現れるアポロが著者であるという説を示した。現代の聖書学者たちも著者については特定の結論に至っていない。にもかかわらず『ヘブライ書』は一貫して正典として受け入れられてきた。

## 新約聖書中での位置づけ
前述のように、『ヘブライ書』の筆者については論議があり、筆者がパウロであるとする説は多く東方に行われてきた。ムラトリ正典目録などからは、西方では『ヘブライ書』がパウロ書簡とみなされず、したがって正典の一部とされていなかったことがうかがえる。『ヘブライ書』が正典と全教会において広く認められるのは397年のカルタゴ教会会議以降であり、このとき書簡はパウロのものとされた。以後、この書の正典性についての議論はおこなわれていない。
こうした経緯から『ヘブライ書』は、新約聖書の正典確認後、今日に至るまでパウロを著者とする書簡群と公同書簡の間に置かれている。

### 近代の批判的聖書学での位置づけ
近代の批判的聖書学で本書がパウロとは無関係であることが確認されたため、時に公同書簡に含めたり、それと同等の扱いをすることがある。

## 書簡のあて先
『ヘブライ書』は特定の状況下に置かれたキリスト者のグループにあてて書かれた。『ヘブライ書』を注意深く読むと本書のあて先となった人々が以下のような特徴をもっていたことをうかがい知ることができる。
- 七十人訳聖書の形で旧約聖書を知る改宗者であること。
- 13:14と13章の罪のリストからは都市生活者であること。
- 10:32-34からは一度迫害にあったこと。その迫害はそれほど過酷なものではなかった（12:4）が、再び迫害にあう可能性が予見されている。（12:1-3、13:12-13）
- 一部の人々は神殿における儀式にはもう参加していない（10:22）。いまだに儀式に参加している人たちはそれによって自らの信仰が揺らいでいる。
- おそらくユダヤ教から改宗したキリスト教徒でありながら、再びユダヤ教へ戻ることを考えている人々であろう。著者はユダヤ教の動物の犠牲はキリストの十字架での犠牲の後では意味を持ち得ないことを強調し、「幕屋の外で」（すなわちユダヤ教を離れて）キリストに従うことを求めている。
- 13:24で著者はイタリアの信徒たちからの挨拶を伝えている。これは本書がイタリアで書かれたことをうかがわせる。あるいは逆に、イタリアにいる信徒たちの集団に、イタリアから書簡の発信地に移住してきた信徒たちが挨拶を送っているのかもしれない。

ユダヤ人キリスト教徒にあてられたという説は有力ではあっても決して全ての人が認めているわけではない。本書は（このようなタイトルがつけられたことからもわかるように）2世紀以来、ユダヤ人キリスト教徒にあてられたと見られていた。

### リベラル神学者の見方
アメリカのリベラル神学者エドガー・グッドスピード（Edgar Goodspeed）はユダヤ人キリスト教徒説を支持していない。彼は「著者のユダヤ教知識は経験に裏打ちされたものというより、七十人訳聖書などの書物などから得た観念的な知識のように思える。またそのギリシア語の流麗さを考えれば、これがアラム語を用いていたユダヤ人キリスト教徒にあてた手紙であるとは考えにくい。」といっている。

## 執筆の目的
著者はモーセの律法の、従来考えられていた意味をとらえなおし、そこに新しい意味を与えようとしている。
またレビ族の祭司職はキリストの祭司職の予型であるとし、ユダヤ教の犠牲の式はキリストの十字架の予型となったという。さらに福音はモーセの律法を更新するものでなく、廃止するものであるという。初代教会に存在したエビオン派という、ユダヤ教の習慣をすべて維持したままキリスト教徒になった人々に対する批判として書かれたと見ることができる。本書簡ではパウロのキリスト論を繰り返し引用しながら新しい契約が古い契約にとって変わったということを強調している。